# Álex Angulo
Pour les articles homonymes, voir Angulo.
Álex Angulo, né Alejandro Angulo León le 12 avril 1953 à Erandio, Espagne et mort le 20 juillet 2014 à Fuenmayor, Espagne est un acteur espagnol.

## Filmographie

### Cinéma
- 1981 : La fuga de Segovia (es), d'Imanol Uribe
- 1987 : El amor de ahora, d'Ernesto Del Río
- 1988 : Tu novia está loca d'Enrique Urbizu : Gonzalo Yuste
- 1990 : El anónimo... ¡vaya papelón!, d'Alfonso Arandia : Evaristo
- 1991 : Todo por la pasta, d'Enrique Urbizu : Genaro
- 1991 : Le Roi ébahi (El Rey pasmado), d'Imanol Uribe : un homme
- 1993 : Action mutante (Acción mutante), d'Álex de la Iglesia : Alex Abadie
- 1994 : Los peores años de nuestra vida, d'Emilio Martínez-Lázaro : l'homme à la télé
- 1995 : Sálvate si puedes, de Joaquín Trincado : l'homme d'affaires
- 1995 : Le Jour de la bête (El Día de la bestia), d'Álex de la Iglesia : le curé
- 1995 : Coucou, tu es seule ? (Hola, ¿estás sola?), d'Icíar Bollaín : Pepe
- 1995 : Así en el cielo como en la tierra, de José Luis Cuerda : le chevrier
- 1996 : Ya vienen los reyes, de Luis Oliveros : Garde civile
- 1996 : Matías, juez de línea (es), de Santiago Aguilar Alvear : Eliseo, le maire
- 1996 : Brujas, d'Álvaro Fernández Armero : le concierge
- 1996 : Calor... y celos, de Javier Rebollo : la voix
- 1997 : Sólo se muere dos veces, d'Esteban Ibarretxe : Gastón
- 1997 : Dos por dos, d'Eduardo Mencos : le gardien
- 1997 : En chair et en os (Carne trémula), de Pedro Almodóvar : le conducteur de l'autobus
- 1998 : Grandes ocasiones, de Felipe Vega : Moncho
- 1998 : Les Années volées (Los años bárbaros), de Fernando Colomo : Máximo
- 1999 : Mort de rire (Muertos de risa), d'Álex de la Iglesia : Julián
- 2000 : Sexo por compasión de Laura Mañá : Pepe
- 2002 : Ma mère préfère les femmes (surtout les jeunes...) (A mi madre le gustan las mujeres), de Daniela Fejerman et Inés París : Bernardo
- 2002 : Todo menos la chica, de Jesús R. Delgado : Marco
- 2002 : No somos nadie (es), de Jordi Mollà : el Chirlas
- 2002 : Poniente (es), de Chus Gutiérrez : le directeur du collège
- 2004 : El coche de pedales (es), de Ramón Barea : Don Pablo
- 2004 : Isi/Disi. Amor a lo bestia (es), de Santiago Segura et Florentino Fernández : le conducteur
- 2005 : Otros días vendrán, d'Eduard Cortés : Miguel
- 2006 : Le Labyrinthe de Pan (El Laberinto del fauno), de Guillermo del Toro : le docteur Ferreiro
- 2006 : The Backwoods (Bosque de sombras), de Koldo Serra : José Andrés
- 2007 : Casual Day (es), de Max Lemcke : Arozamena
- 2007 : La crisis carnívora (es), de Pedro Rivero : Cerdo (voix)
- 2008 : La maison de mon père (es) (La casa de mi padre), de Gorka Merchán : Germán
- 2009 : Imago mortis, de Stefano Bessoni : Caligari
- 2010 : El gran Vázquez, d'Óscar Aibar : Peláez
- 2011 : Un mundo casi perfecto, d'Esteban et Jose Miguel Ibarretxe : Iturrioz
- 2011 : Área de descanso, de Michael Aguiló : le maire de la guardia civil
- 2011 : De tu ventana a la mía, de Paula Ortiz : le médecin
- 2011 : Los muertos no se tocan, nene (es), de José Luis García Sánchez : Iñaqui Mari
- 2013 : Zipi y Zape y el club de la canica, d'Óskar Santos : Sebastián Esperanza
- 2014 : Fronteras (A escondidas), de Mikel Rueda : Jose
- 2014 : Pos eso, de Samuel Ortí Martí : Manolo (voix)
- 2014 : Justi&Cia, d'Ignacio Estaregui : Ramón
- 2015 : Refugios , d'Alejandro Cortes Calahorra : Julián

### Télévision
- 1991 : Taller mecánico (es)
- 1991 : Bertan Zoro (es)
- 1993 : Los ladrones van a la oficina (es)
- 1994 : El peor programa de la semana
- 1994 : La mujer de tu vida (es) : Ramírez
- 1994-1995 : Villarriba y Villabajo (es)
- 1998-2002 : Periodistas (es) : Blas Castellote
- 2003 : El tránsfuga (téléfilm), de Jesús Font : Alberto Soto
- 2004 : 7 vidas (es) : Alfredo Sierra
- 2004 : El comisario (es) : Jaime Monforte
- 2005 : Maneras de sobrevivir : le curé
- 2005-2006 : Aquí no hay quien viva : Pedro
- 2006 : Tirando a dar (es) : Jaime
- 2007-2009 : Hermanos & detectives (es) : Commissaire Manuel Serrano
- 2007 : La Famille Serrano : Julián (Los Serrano, 1 épisode)
- 2008 : Cuéntame : Floren
- 2009 : Aimer en temps de troubles : Docteur Maeztu
- 2010 : La princesa de Éboli (es) : Núñez de Arce
- 2010 : Tierra de lobos : Docteur Zurita
- 2011 : 14 de abril. La República (es) : Antonio Prado
- 2011 : El precio de la libertad :
- 2012 : Toledo, cruce de destinos (es) : Abraham
- 2012 : La conspiración (téléfilm), de Pedro Olea : Garcilaso
- 2012 : Laín (téléfilm), de Jose A. Perez : Sacamantecas
- 2013 : Gran Reserva: El origen (es) : Eduardo Matute